# Engine Alliance GP7200
Двигатель GP7200 — новый авиационный турбовентиляторный двигатель производства объединения Engine Alliance.

## Разработка двигателя
Двигатель разрабатывался Engine Alliance, включающим GE Aviation, Pratt & Whitney, SNECMA и MTU Aero Engines.

### Разработчики узлов двигателя
- Вентилятор и компрессор низкого давления — Pratt & Whitney на основе двигателя PW4084
- Компрессор высокого давления — GE и SNECMA на основе двигателя GE90
- Камера сгорания — GE и SNECMA на основе двигателя CF6
- Турбина высокого давления — GE и SNECMA на основе двигателя GE90
- Турбина низкого давления — Pratt & Whitney и MTU на основе двигателя PW4084

Вначале предполагалось использовать двигатель на Boeing 747, но затем было принято решение применить двигатель на новом самолёте Airbus A380-800.
Параллельно компанией Rolls-Royce plc был разработан двигатель Trent 900, вначале бывший единственным двигателем для Airbus A380. В настоящее время предполагается оснастить 48 % флота Airbus A380 двигателями GP7200, а 52 % — Trent 900. Авиакомпания ОАЭ уже сделала заказ на 45 авиалайнеров Airbus A380-800 с двигателем GP7200 (1/3 продаж самолёта). В прошлом авиакомпания ОАЭ предпочитала двигатели Rolls-Royce.
Номера моделей Airbus A380, оснащённых двигателями GP7200, имеют код A380-86X (где 6 — код двигателя).

## Испытания двигателя
- Наземные испытания двигателя начались в апреле 2004.
- Федеральное управление авиации сертифицировало двигатель для коммерческого использования 4 января 2006.
- Первый запуск двигателя GP7200 на Airbus A380 осуществлён 14 августа 2006.
- Первый полёт Airbus A380 с двигателем GP7200 осуществлён 25 августа 2006. Полёт начался и завершился в Тулузе. Продолжительность полёта — 4 часа. Днём ранее испытания прошли неудачно.

## Варианты
- GP7270 (A380-861)
- GP7272 (A380-862)
- GP7277 (A380-863F)
- GP7281 (A380-864F)

## Основные заказчики двигателя
- Emirates
- Air France
- UPS
- International Lease Finance Corporation
- Korean Air
- Трансаэро

## Характеристики GP7270

### Общие сведения
- Тип: Двухконтурный турбовентиляторный
- Длина: 4,74 м
- Диаметр: 3,16 м, край вентилятора — 2,96 м
- Сухая масса: 6712 кг
- Степень двухконтурности: ≈ 8,8
- Формула (GP 7000): 1+5+9-2+6

### Эксплуатационные показатели
- Взлетная тяга 311 кН
- Степень повышения давления: 43,9
- Соотношение тяги к массе: 46,3 Н/кг

## Характеристики GP7277

### Общие сведения
- Тип: Двухконтурный турбовентиляторный
- Длина: 4,74 м
- Диаметр: 3,16 м, край вентилятора — 2,96 м

### Эксплуатационные показатели
- Взлетная тяга 343 кН
- Степень повышения давления: 45,6